# Villa Falconieri

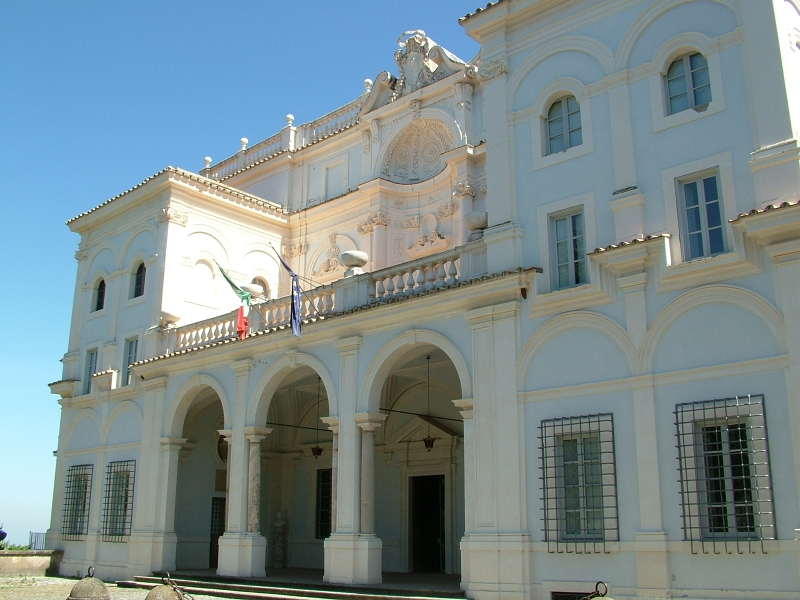
Villa Falconieri

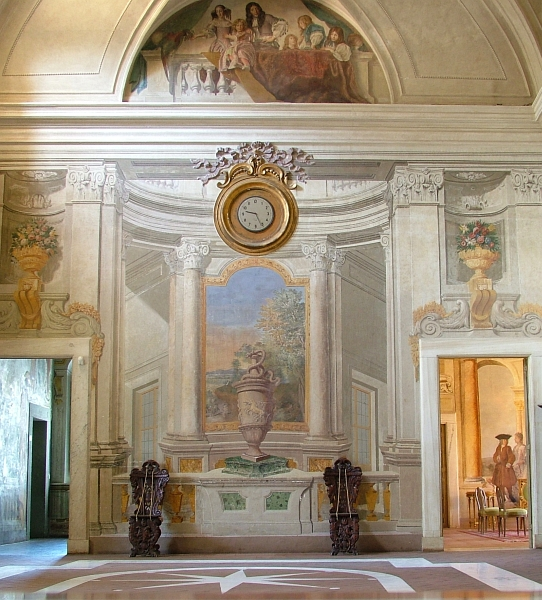
Eingangshalle

Die Villa Falconieri ist eine Villa in der italienischen Stadt Frascati, knapp 20 Kilometer südöstlich von Rom.

## Geschichte

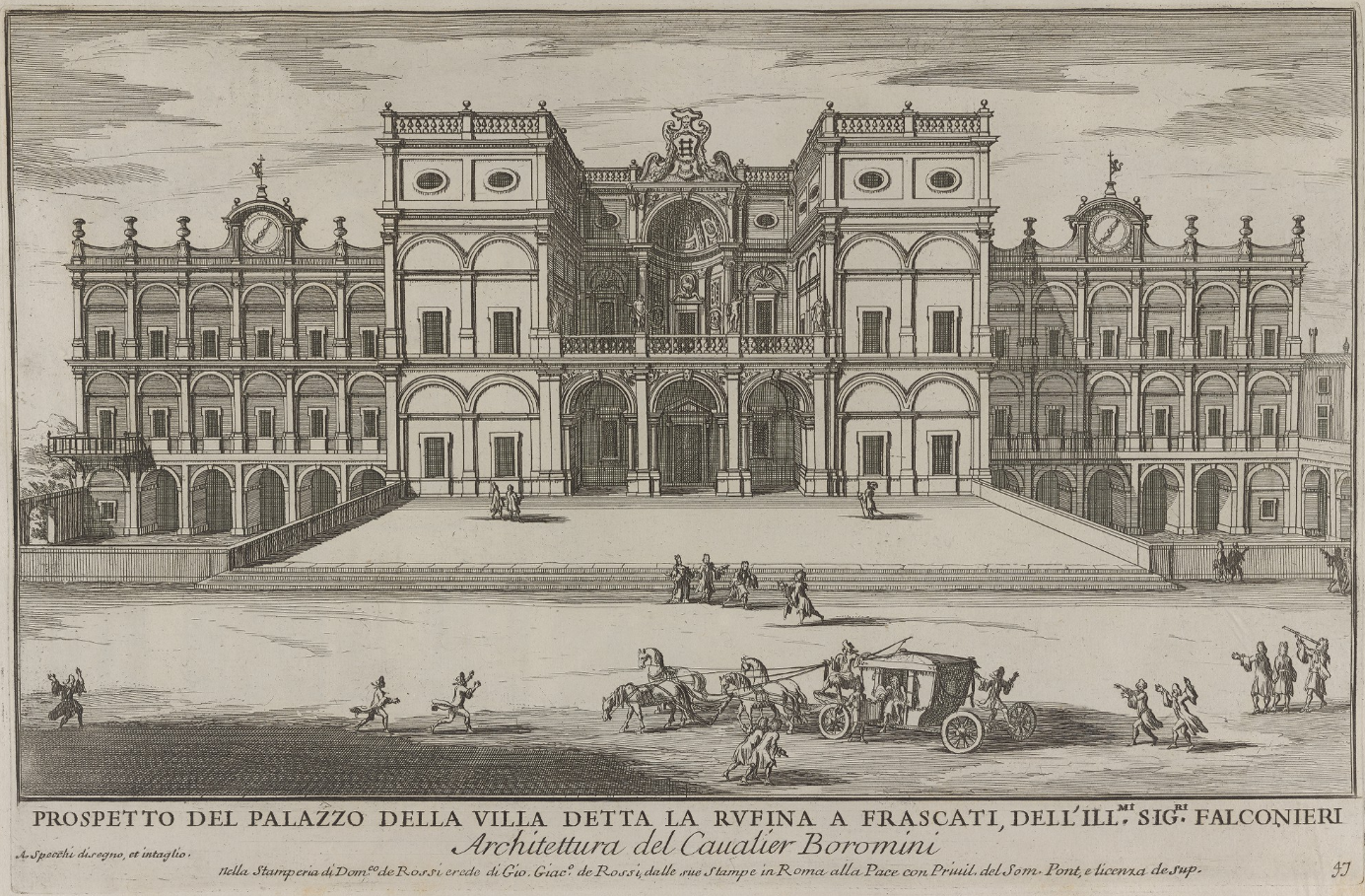
Ansicht von 1699, Alessandro Specchi

Die Villa Falconieri ist die älteste einer Reihe von Villen in Frascati. Sie wurde 1545–1548 im Auftrage des Bischofs von Melfi Alessandro Rufini gebaut, weshalb sie zunächst den Namen Villa Rufina oder La Rufina trug. Sie wurde auf den Fundamenten einer vorhandenen römischen Villa errichtet, so dass in einem Zimmer im Erdgeschoss sogar der originale römische Mosaikfußboden erhalten geblieben ist. Im Jahr 1546 ließ Papst Paul III. sie erweitern. Rafael Bombelli verfasste hier um 1560 sein Rufini gewidmetes Werk L'Algebra. 1628 kaufte der Florentiner Adlige Orazio Falconieri (1579–1664) das Gebäude und beauftragte Francesco Borromini mit der Beaufsichtigung der Renovierungsarbeiten. Sein Ziel war es, auf dem Gelände der Villa für sich und seinen Bruder, Kardinal Lelio Falconieri, eine Grablege errichten zu lassen. An der Umgestaltung des Hauses wirkten neben Borromini bedeutende Architekten wie Antonio da Sangallo der Jüngere mit. Die Fresken im Inneren wurden u. a. von Pier Leone Ghezzi, Giacinto Calandrucci, Ciro Ferri, Andrea Locatelli und Niccolò Berrettoni angefertigt. Zur Villa gehört ein ausgedehnter Park, der im 17. Jahrhundert angelegt wurde.
Seit 1874 lebte der deutsche Schriftsteller Richard Voß in dem Gebäude und schrieb hier einige seiner Werke, darunter den 1896 publizierten Roman Villa Falconieri. Die Geschichte einer Leidenschaft, der 1928 verfilmt wurde. Im Jahr 1905 kaufte der Berliner Bankier Ernst von Mendelssohn-Bartholdy die Villa und machte sie 1907 Kaiser Wilhelm II. zum Geschenk. Im April 1911 besuchten Kronprinz Wilhelm und seine Frau Prinzessin Cecilie die Villa Falconieri. 1921 wurde sie vom italienischen Staat enteignet und im Zweiten Weltkrieg durch Bombenangriffe beschädigt, danach aber grundlegend restauriert. Heute beherbergt die Villa die Accademia Vivarium Novum, nachdem der Sitz des INVALSI (Istituto nazionale per la valutazione del sistema dell’istruzione) zusammen mit dem Centro Europeo dell’ Educazione (CEDE) im Jahr 2015 nach Rom verlegt wurde.